# Mezquita del Rey Abdelaziz

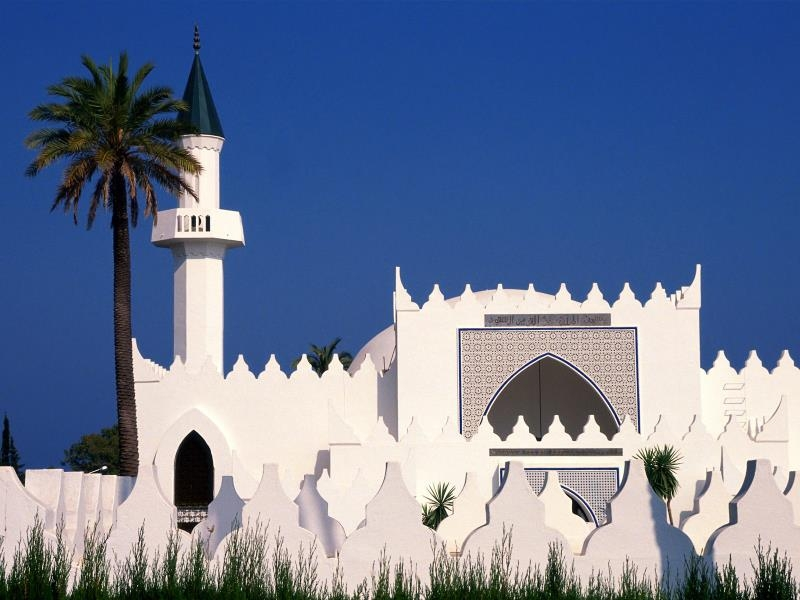
Mezquita del Rey Abdelaziz.

La Mezquita del Rey Abdelaziz, también llamada Mezquita de Marbella, es un templo islámico situado en la ciudad de Marbella, en la provincia de Málaga, España.
Junto con las de Fuengirola y Málaga, la Mezquita de Marbella fue financiada con dinero procedente de Arabia Saudí, y por lo tanto pertenece a la corriente wahabí, dominante en Arabia Saudí y de tendencias conservadoras. Fue mandada construir por el príncipe Salman en honor al rey Fahd, asiduo de Marbella. 
El edificio es un ejemplo de arquitectura andaluza contemporánea inspirada en la arquitectura árabe. Es obra del arquitecto cordobés Juan Mora. Tiene una capacidad para más de 800 personas y consta de vivienda para el imán, biblioteca y jardines.  